# Contagem de Borda
Contagem de Borda é um processo eleitoral proposto pelo matemático francês Jean-Charles Borda em 1770. Segundo esta metodologia, os candidatos são ordenados segundo as preferências de cada eleitor; na contagem, a cada posição na ordenação é atribuída uma pontuação: 1 ponto para o último classificado, 2 para o penúltimo, 3 para o antepenúltimo etc., ou seja, a distância entre cada preferência deverá ser de apenas um ponto. No final os pontos são somados para decidir qual a alternativa que ganha. Este sistema leva em consideração não apenas a primeira escolha de cada eleitor, como também todas as outras, de modo que nem sempre o candidato mais vezes colocado em primeiro lugar é o vencedor.